# August von Ende
August Carl Ludwig Freiherr Ende (ur. 18 maja 1815 w Waldau, zm. 28 sierpnia 1889 w Weisser Hirsch (Drezno)) – niemiecki polityk, prawnik, parlamentarzysta i prezydent wrocławskiej policji.

## Kariera
Studiował prawo w Berlinie. W 1847 roku został deputowanym rady okręgu wałbrzyskiego, w którym pozostał aż do roku 1862. W latach 1862–1870 był prezydentem policji miejskiej we Wrocławiu, po czym 18 maja 1870 roku został wiceprezydentem w prowincji Szlezwik, następnie w latach 1871–1875 prezydentem rejencji Düsseldorf i w końcu w latach 1876–1881 nadprezydentem prowincji pruskiej Hesja-Nassau. Za zasługi dla policji wrocławskiej 13 czerwca 1870 roku przyznano mu pierwszy w historii miasta tytuł honorowego obywatela Wrocławia.
Był trzykrotnie, w latach 1871, 1877 i 1878,  wybierany do Reichstagu z ramienia Freikonservative Partei (po 1871 roku jako Deutsche Reichspartei). Pierwszy mandat złożył w roku 1872 z powodu otrzymania stanowiska rządowego. W roku 1881 wycofał się z życia politycznego z powodu złego stanu zdrowia. Zmarł w 1889 roku w dzielnicy Drezna Weißer Hirsch.

## Życie prywatne
W 1848 roku ożenił się z hrabianką Eleonore von Königsdorff (1831–1907) ze Ślęzy koło Kobierzyc. Miał 13 dzieci, m.in.:
- syna Siegfrieda(inne języki) (1851–1926), generała porucznika armii pruskiej
- córkę Margarete(inne języki) (1854–1931), żonę Friedricha Alfreda Kruppa z rodziny Krupp, właścicieli dużych stalowni i fabryk zbrojeniowych (Friedrich Krupp AG)
- syna Felixa(inne języki) (1856–1929), malarza rodzajowego i pejzażystę[5].

Jego szwagrem był hr. Felix von Königsdorff (1835–1924) – właściciel ziemski, polityk i przedsiębiorca, twórca uzdrowiska w Jastrzębiu-Zdroju.